# Farkasmező
Farkasmező falu Romániában, Szilágy megyében.

## Fekvése
Szilágy megyében, Zsibótól délre, Karika és Kettősmező között, az Egregy-patak déli partján fekvő település.

## Története
Farkasmező nevét az oklevelek 1469-ben említették először Farkasmezew néven. A település birtokosai ekkor Zsombori Péter és László, valamint Drágfi Zsigmond és Tamás voltak, akik azt 1469-ben zálogba adták Monoszlói Csupor Miklós erdélyi vajdának és székely ispánnak.
1602 előtt Zombori Farkas birtoka volt, de 1602-ben Básta György generális és Kövendi Székely Mihály tiszántúli kapitány Trogeri Lodi Simonnak adták érdemei jutalmául.
1837-ben főbb birtokosai Mártonfi, Márkus, Zombori, Kabós és Horváth családok voltak.
1890-ben 325 lakosa volt, melyből 26 magyar, 295 oláh, 4 egyéb nyelvű, ebből 5 római katolikus, 276 görögkatolikus, 12 görögkeleti, 9 református, 5 unitárius, 18 izraelita. A házak száma 73.
A trianoni békeszerződés előtt Szilágy vármegye Zsibói járásához tartozott.

## Nevezetességek
- Görögkatolikus fatemplom – a Szent Arkangyalok tiszteletére van szentelve. Anyakönyvüket 1873-tól vezetik.

## Híres emberek
- Itt született 1908-ban Püspöki Kováts Géza festőművész.